# Ludovico Brea
Pour les articles homonymes, voir Brea et Famille Brea.
Ludovico Brea, ou Louis Bréa, ou Ludovic Bréa, né vers 1450 à Nice (alors dans les États de Savoie), et mort vers 1522-1525, est un peintre italien[réf. nécessaire] actif à Nice, dans l'arrière-pays niçois, à Gênes et sur la Riviera ligure. Il fait partie des peintres primitifs niçois.  

## Biographie
Ludovico Brea naît vers 1450 à Nice dans une famille d'artisans (originaire de Montalto Ligure). Il épouse Antonietta Calholi. Il fut l'élève de Jacques Durandi et le fondateur d'une famille de peintres (Famille Brea). 
Il est le premier peintre de la région niçoise et ligure occidentale à sortir des codes traditionnels du gothique pour faire entrer, par son influence, toute la région dans la voie de la Renaissance. On lui doit essentiellement des œuvres religieuses monumentales (fresques, retables, polyptyques) présentant une étonnante finesse dans les détails et fondatrices d'un style et d'une école. Il a joui de son vivant d'une grande réputation et reste une référence essentielle dans l'art religieux des XVe et XVIe siècles. Sa première œuvre conservée, la Pietà, a été achevée le 25 juin 1475. On peut l'admirer dans l’église du Monastère de Cimiez à Nice, qui abrite aussi la Crucifixion et la Déposition de Croix. Sa notoriété grandissant, il travaille en 1490 pour Giuliano della Rovere, futur pape Jules II.
L'évolution de sa peinture est complète et décisive entre ses débuts et sa maturité. Il n'est que de comparer à Cimiez sa Pietà, réalisée autour de 1475, encore fortement tributaire de l'iconographie gothique, et sa Crucifixion de quarante ans postérieure, pleinement Renaissance, intégrant tous les apports italiens des années 1480-1500.
Actif de 1475 à 1516, ses nombreux retables révèlent les influences lombarde et flamande. On trouve ses œuvres à Nice et dans sa région : à Lieuche, Lucéram et de nombreux autres villages de l'arrière-pays et des Alpes-Maritimes, ainsi qu'à Antibes et Monaco. On en trouve aussi beaucoup en Italie (Ligurie) : à Taggia, Gênes et Savone.
Teramo Piaggio compte parmi ses élèves.
Le musée du Louvre expose l'une de ses toiles en compagnie des peintres français du XVe siècle.

## Œuvres authentifiées

### En France

#### Les Arcs (Var)

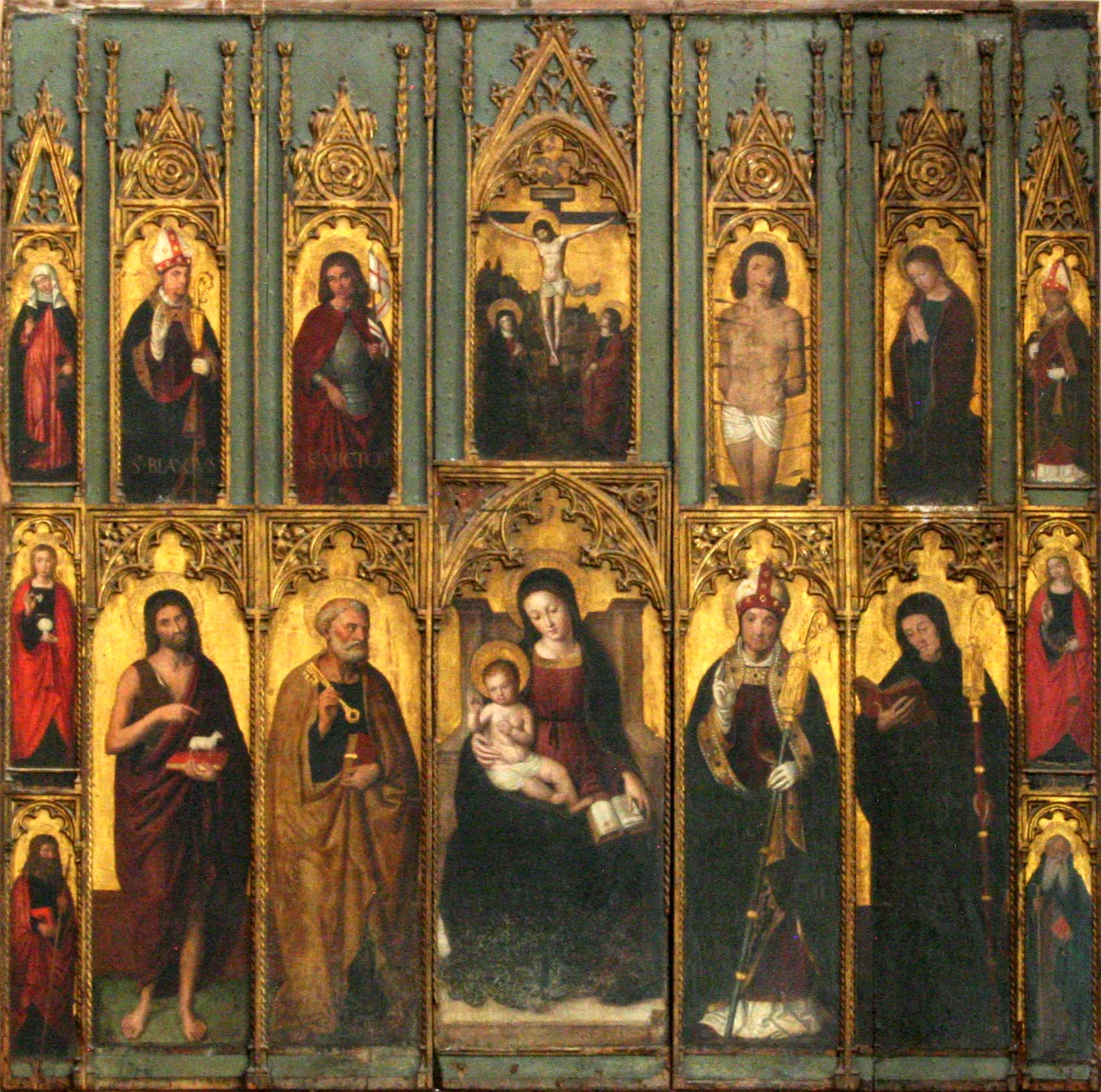
Retable de la Vierge à l'Enfant aux Arcs-sur-Argens

- Église paroissiale Saint Jean-Baptiste : Vierge à l'Enfant, saint Pierre et saint Jean-Baptiste (1501), 274 × 267 cm[2]

Ce retable à deux registres comporte seize panneaux. Le panneau central du registre inférieur représente la Vierge portant l'Enfant Jésus sur sa jambe droite. Elle lit un livre ouvert, posé sur sa jambe gauche. La tête de la Vierge et celle de Jésus sont entourées chacune d'une auréole dorée à double cercle. À droite se trouve l'évêque Honorat couvert d'une mitre blanche à bordure rouge et vêtu d'un pallium bleu. Le saint bénit de la main droite et tient une crosse reliquaire de la gauche. À l'extrême droite l'abbé Benoît enveloppé dans une large cape noire, tient un livre. À gauche, saint Pierre représenté avec une barbe grise et en manteau jaune, tient les clés du paradis. À l’extrême gauche saint Jean-Baptiste, vêtu d'une cape écarlate porte l'agneau divin sur un livre. 
Sur le second registre est représenté dans un paysage avec une ville fortifiée, le Christ en croix entouré à gauche par la Vierge en manteau bleu et à droite par saint Jean en manteau rouge. À gauche saint Victor, officier romain converti, est représenté en cuirasse avec une cape vermillon portant une bannière à croix rouge. À l’extrême gauche saint Blaise en habit d'évêque, bénit de la main droite et porte la crosse de la gauche. À droite saint Sébastien le corps criblé de flèches. À l’extrême droite Marguerite d'Antioche est représentée avec un dragon furieux à ses pieds.
Les bandes latérales comportent chacune trois tableaux superposés représentant :
- à droite et de bas en haut : Antoine ermite, Catherine d'Alexandrie en cape écarlate et un saint évêque avec une chape verte ;
- à gauche et de bas en haut : Jacques le Majeur en robe noire et manteau rouge, Marie Madeleine en manteau écarlate soulevant le couvercle d'un vase à parfum et sainte Marthe tenant en laisse la tarasque[4].

Les intervalles entre les différents tableaux de ce retable sont peints d'une couleur gris bleu.

#### Châteauneuf-de-Galaure (Drôme)
- Foyer de la charité : Sainte Marguerite d'Antioche (1494), 20 × 180 cm.

Ce retable comporte trois panneaux à deux registres encadrés par une bande latérale comportant chacune la représentation de quatre saints superposés. Sur le compartiment central du registre inférieur est figurée sainte Marguerite d'Antioche vêtue d'un manteau rouge à doublure vert foncé, sortant du corps d'un dragon symbolisant le démon. À droite Marie Madeleine, reconnaissable au vase de parfum qu'elle porte, est vêtue d'un manteau bleu à doublure rouge. À l'extrême droite se trouve saint Pierre en manteau jaune et robe verte avec un livre à la main. À gauche est figurée sainte Catherine d'Alexandrie, manteau bleu à doublure rouge, qui tient une roue et une palme, symboles du martyre. À l'extrême gauche, est représenté saint Jean-Baptiste désignant un petit agneau posé sur un livre.
Sur le registre supérieur est figuré au centre un Christ de pitié encadré par la Vierge et saint Jean. À droite se trouvent d'abord saint Laurent en dalmatique rouge avec un gril, puis saint Dominique tenant une fleur de lys. À gauche se trouvent saint François d'Assise en habit de franciscain et portant la palme de martyre, puis à l'extrême gauche saint Michel archange en armure et manteau rouge.
Les bandes latérales présentent deux séries de quatre saints superposés. À droite de bas en haut : saint Antoine Ermite, Bernard abbé, et en haut La Vierge de l'Annonciation. À gauche, également de bas en haut : saint Bernard de Menthon, Siro archevêque de Gênes foulant le basilic symbole de la sorcellerie, saint Thomas d'Aquin et l'archange Gabriel en robe violette et sans aile.

#### Nice (Alpes-Maritimes)

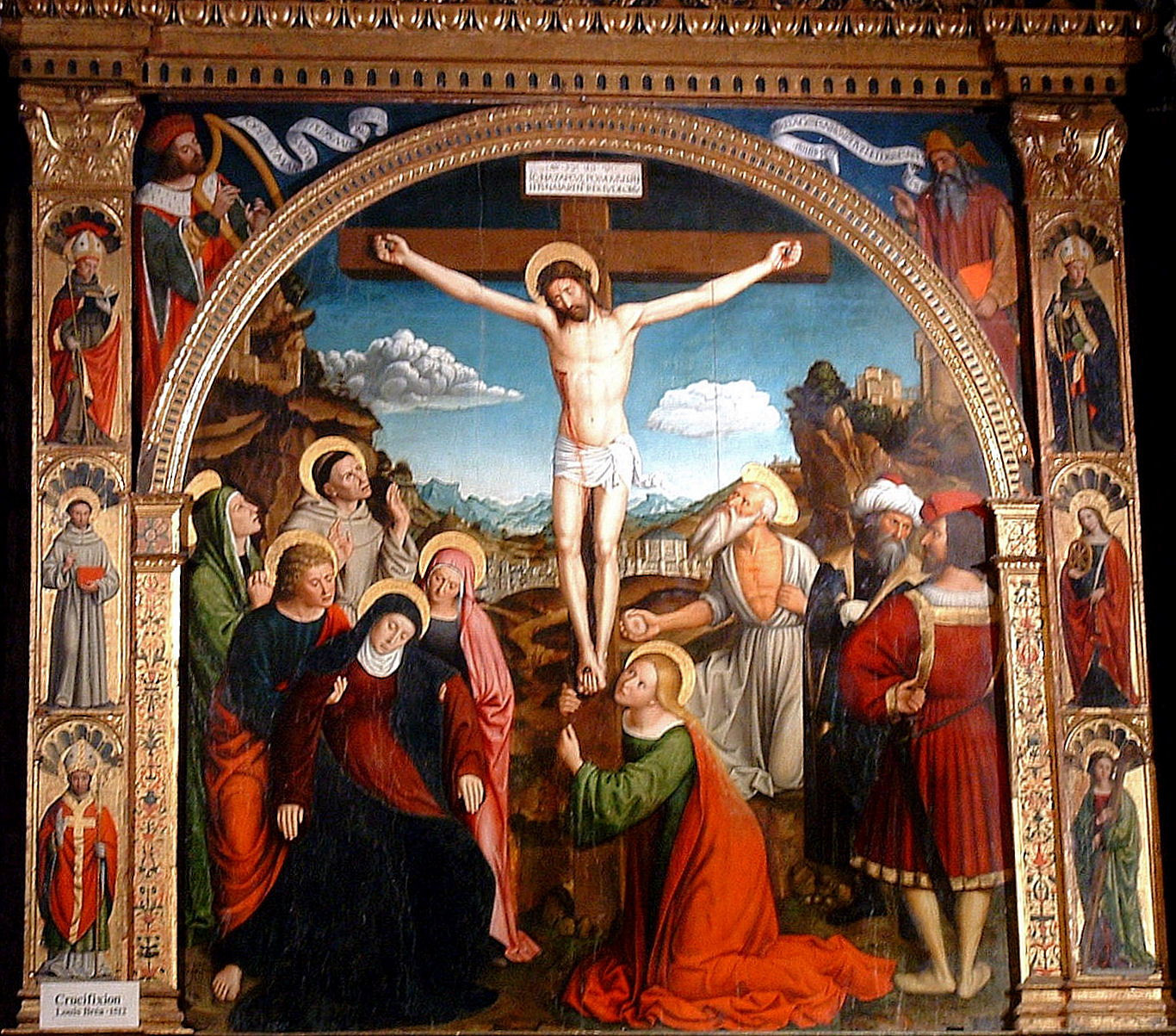
Louis Brea, Crucifixion, Monastère de Cimiez, Nice.

Le Monastère de Cimiez abrite deux œuvres importantes de Louis Brea :
- Crucifixion (1512), 260 × 230 cm[7]

Le tableau principal représente le Christ mort sur la croix, avec au pied de celle-ci la Vierge Marie soutenue par saint Jean et une sainte femme. À gauche de la croix et un peu en arrière, une autre sainte femme aux mains jointes et saint François d'Assise aux mains stigmatisées regardent le Christ. À droite Marie Madeleine embrasse la croix. Derrière elle Jérôme agenouillé, l'air farouche, ouvre le haut de sa robe et regarde aussi le Christ. Un personnage en turban blanc se tourne vers un homme à barbe portant des habits écarlates brodés d'or. Ces deux personnages ne regardent pas le Christ, de plus l'homme en rouge tourne le dos aux spectateurs. La scène se déroule en pleine nature ; au loin, dans la vallée, la ville de Jérusalem apparaît avec ses remparts et les chemins y conduisant. 
Dans les écoinçons de ce tableau principal sont figurés à gauche le roi David portant un col d'hermine et jouant de la harpe, et à droite le prophète Isaïe, index levé et tenant un livre. Les bandes latérales présentent chacune trois petits tableaux superposés avec :
- à gauche et de bas en haut : saint Honorat, saint Antoine de Padoue et saint Bonaventure ;
- à droite et de bas en haut : sainte Hélène, sainte Catherine d'Alexandrie et saint Louis d'Anjou.

La prédelle représente cinq scènes de la Passion. De gauche à droite on trouve successivement les scènes suivantes : 
1. l'arrestation du Christ avec le baiser de Judas tandis que Jésus recolle l'oreille de Malchus et que Pierre rengaine son épée.
2. la flagellation du Christ attaché à une colonne
3. un Christ de pitié représenté debout et dévêtu dans le tombeau.
4. le couronnement d'épines
5. le portement de la croix.

- Pietà (1475), peinture sur bois à trois panneaux, 224 × 252 cm[9].

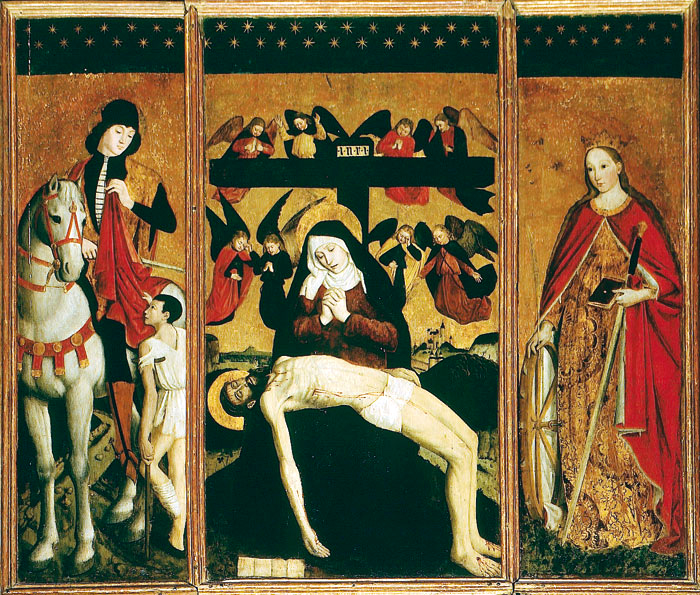
Louis Brea, Pietà, Monastère de Cimiez, Nice.

Ce retable est composé de trois panneaux, la prédelle et le revers ayant sans doute disparu. Le panneau central représente une pietà avec la Vierge, assise au pied de la croix regardant son fils mort allongé sur ses genoux. Derrière elle huit anges contemplent la scène. La tête de la Vierge est entourée d'un nimbe formé par deux cercles concentriques avec des décors de fleurs. Quelques traces de sang sont visibles sur le corps du Christ. L'impression de souffrance est accentuée par l’extrême maigreur du corps du Christ. 
Sur le panneau de droite se trouve sainte Catherine d'Alexandrie s'appuyant sur la roue de son supplice et tenant de la main gauche une épée ; elle est enveloppée d'un large manteau rouge doublé de blanc. À gauche saint Martin est représenté en élégant jeune homme. Monté sur un cheval blanc, il coupe son manteau avec son épée. À ses côtés un jeune unijambiste s'appuie sur une béquille.
C'est le premier retable connu de Ludovic Brea, artiste déjà en pleine possession de son art.

### En Italie

#### Dolceacqua

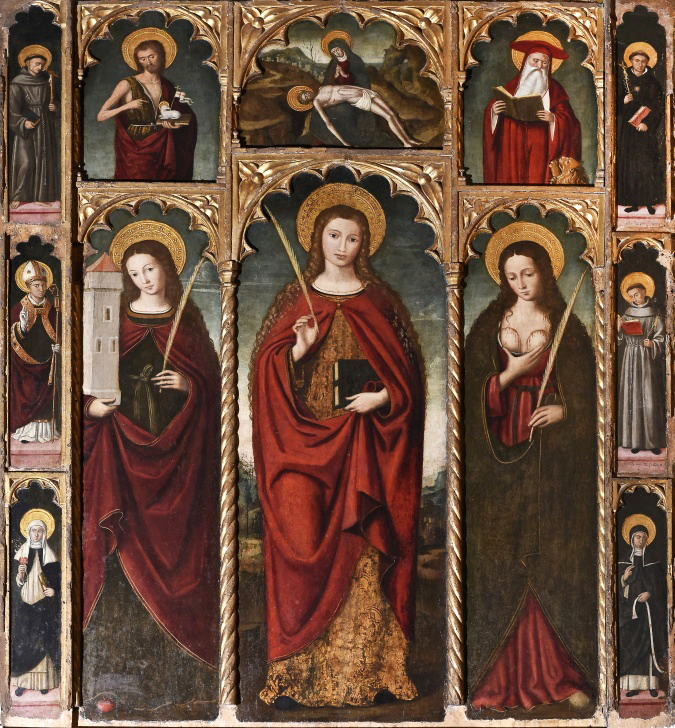
Sainte Dévote. Église Saint-Antoine, Dolceacqua.

- Église paroissiale Sant'Antonio de Dolceacqua : retable de Sainte Dévote (1517), 153 × 130 cm[12]

Ce retable a été commandé en 1513 par Françoise Grimaldi à Brea et sera terminé en 1517. Il est consacré à sainte Dévote patronne de la principauté de Monaco. Il est composé de trois panneaux à deux registres avec deux bandes latérales;
La figure centrale du premier registre représente sainte Dévote en manteau rouge et robe de brocart doré, avec des cheveux longs et tenant la palme des martyrs dans la main droite et un livre dans la gauche. À droite sainte Agathe, les deux seins coupés, les retient contre sa poitrine avec la main droite tandis que de la gauche elle tient une palme (symbole du martyre).
À gauche, sainte Barbe porte de sa main droite une grande tour à trois fenêtres, symbole de la trinité chrétienne et tient dans la main gauche une palme. 
Au second registre , au-dessus de sainte Dévote, est représentée une pietà dans un décor montagneux : la Vierge aux mains jointes, en robe rouge et manteau bleu, contemple son fils au teint livide allongé sur ses genoux. À droite saint Jérôme en habit rouge de cardinal, tient un livre ouvert. Un lion de petite taille s'agrippe à sa manche. À gauche saint Jean-Baptiste tient un livre sur lequel est assis un agneau.
De part et d'autre du retable une bande latérale présente trois tableaux de saints superposés. De bas en haut on trouve :
- à droite : sainte Marthe en vêtement noir et blanc tenant la tarasque en laisse, saint François d'Assise avec un livre ouvert et un abbé avec un crucifix ;
- à gauche : Catherine de Sienne, un évêque en cape rouge bénissant de la main droite et Saint Antoine de Padoue.

C'est la dernière œuvre connue de Ludovico Brea.

#### Gênes
- Palazzo Spinola di Pellicceria : L'Ascension du Christ (1483), 262 × 126 cm[14].

Dans la partie supérieure du tableau le Christ est figuré à l'intérieur d'une mandorle constituée par des angelots. Il s'élève dans le ciel entouré par deux anges brandissant des phylactères. Dans la partie inférieure la Vierge, les mains croisés sur sa poitrine, est entourée des douze apôtres. Ils regardent Jésus s'élever dans le ciel.
- Musée de l'église de santa Maria di Castello : Le Paradis (1512).

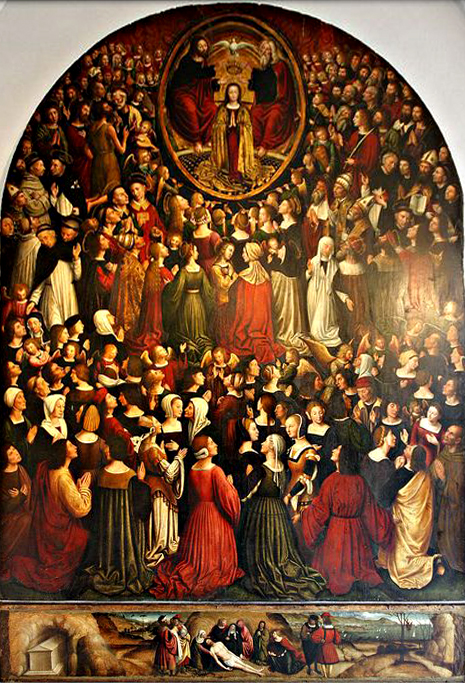
Le Paradis.

La scène principale, située en haut du tableau, est inscrite dans un ovale. Elle représente le Christ et Dieu le père qui s'apprêtent à couronner la Vierge, les mains jointes et vêtue d'une robe vermillon et d'une cape dorée. Le Saint Esprit plane au-dessus d'eux. 
Autour de cette scène est représentée une foule d'anges, de saints et d'hommes et de femmes. Cette assemblée est hiérarchisée : les anges entourent le médaillon avec en haut les chérubins et en bas les anges musiciens, des saints occupent la mi-hauteur du tableau tandis que la partie inférieure est occupée par une foule de fidèles parmi lesquels se trouvent des évêques et des rois.
La prédelle représente la mise au tombeau avec au centre le Christ mort entouré de la Vierge soutenue par saint Jean et des saintes femmes. Il faut noter la présence de quatre hommes :
- à gauche Nicodème et Joseph d'Arimathie
- à droite deux personnages dont le gentilhomme en vêtement rouge déjà visible dans La Crucifixion du monastère de Cimiez à Nice et tournant toujours le dos.
La nouveauté la plus remarquable de ce retable de Ludovico Brea est la présence de fidèles figurés grandeur nature et adoptant une attitude assez détachée par rapport aux saints et à la Vierge.

#### Montalto Ligure

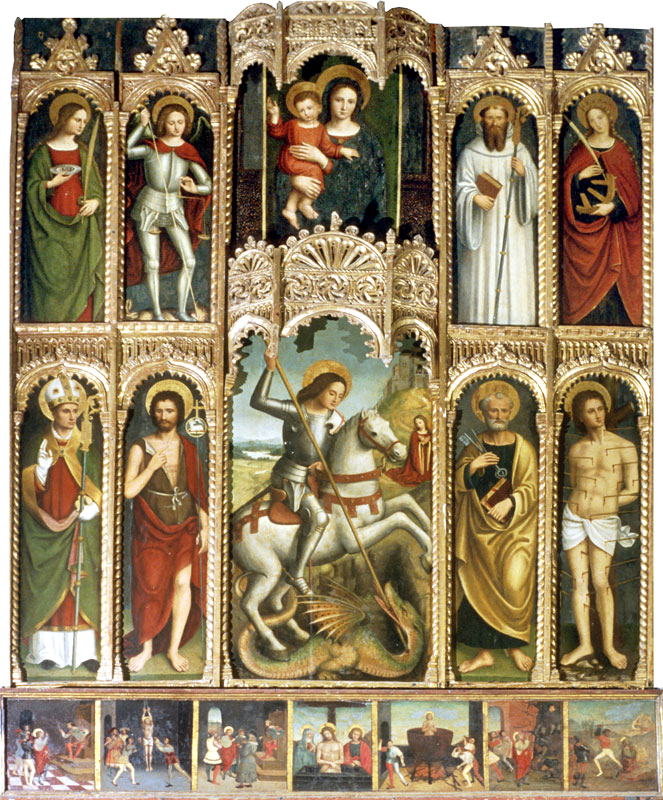
Retable de saint Georges, Montalto

Église paroissiale Saint-Jean-Baptiste de Montalto Ligure : retable de saint Georges (1516), mesurant 271 × 210 cm. Ce retable est à deux registres et comporte une prédelle .
Sur le registre inférieur est représenté au centre saint Georges qui chevauche un cheval blanc et terrasse un dragon. Il porte une armure et enfonce sa lance dans la gueule du monstre qui se tord. En arrière-plan, la fille du roi qui devait être dévorée par le dragon, est représentée agenouillée. À gauche de cette scène on trouve d'abord saint Pierre en manteau jaune qui tient une clé et un livre, puis saint Sébastien  le corps criblé de flèches. À droite se trouvent saint Jean-Baptiste en manteau rouge et portant une croix à long manche, puis saint Nicolas de Myre en tunique rouge et cape verte, tenant une crosse d'évêque ainsi que trois bourses qu'il donnera aux trois filles d'un voisin afin qu'il puisse les marier dignement.
Sur le registre supérieur se trouve au centre un Vierge qui serre dans ses bras l'Enfant Jésus. À droite de cette composition sont représentés Bernard de Menthon en robe blanche portant un livre et tenant une crosse, puis Catherine d'Alexandrie en robe bleu foncé et cape vermillon avec la roue de son martyre. À gauche, saint Michel terrasse le dragon tout en gardant la balance pour peser les âmes. Puis à l'extrême gauche, sainte Lucie en manteau vert et robe rouge présente ses yeux sur un plateau. Elle tient dans sa main gauche les plis de son manteau et la palme des martyres.
La prédelle comporte sept petits tableaux avec au centre la représentation du Christ mort entouré de la Vierge et de saint Jean. Les autres tableaux représentent diverses scènes du martyre se saint Georges.
Les saints du second registre de ce retable sont vus en entier alors qu'habituellement Ludovic Brea les peint à mi-corps. De plus, l'artiste qui se plait souvent à exposer des personnages figés ou ébauchant un geste, représente ici saint Georges sous la forme d'un cavalier en pleine action.

#### Savone
- Musée de la cathédrale : Assomption de la Vierge, peinture sur bois, six panneaux dont une prédelle.

Le panneau central représente l'Assomption de la Vierge avec en bas les apôtres autour du sarcophage vide de la mère de Jésus et en haut la Vierge en manteau doré debout sur les ailes d'un ange. Elle s'élève dans le ciel entourée de six anges. À droite, est figuré la mariage mystique de sainte Catherine d'Alexandrie. La Vierge présente l'Enfant Jésus à sainte Catherine en manteau vert, un ange l'accompagne. À gauche se trouve l'adoration de l'enfant Jésus : Marie et Joseph sont prosternés vers le nouveau-né près duquel se trouvent l'âne et le bœuf. Au sommet de la composition le Saintsprit est figuré dans un cercle de feu.
La prédelle, rarement présente, présente au centre le Christ de pitié avec  :
- à droite saint Jean, saint André avec une croix, saint Jacques le Majeur, saint Christophe avec l'Enfant Jésus et saint Jérôme en habit de cardinal ;
- à gauche : Louis de France, saint François d'Assise, Marie-Madeleine, saint Jean-Baptiste et saint Antoine l'ermite[19].

- Cathédrale, retable du cardinal de la Rovere, futur pape Jules II. Ce retable comporte sept panneaux : celui du centre et les trois de gauche sont de Vincenzo Foppa, tandis que les trois de droite dont celui de Saint-Jean l'évangéliste, sont de Ludovico Brea.

En bas à droite se trouve le jeune saint Jean imberbe en robe bleue et un vaste manteau rouge, tenant la palme du martyre de la main droite et un livre de la gauche. À ses pieds un aigle aux ailes repliées et une écritoire rappellent la mission évangélique de l'apôtre. Au-dessus sont représentés deux pères de l'église : l'évêque saint Ambroise en chape blanche à gauche, et à droite saint Augustin. Le tableau du sommet représente deux des quatre évangélistes : saint Marc avec le lion et saint Luc avec le taureau.

Œuvres de Ludovic Brea, retable du cardinal de la Rovere
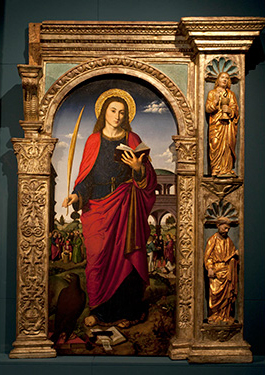
Saint Jean
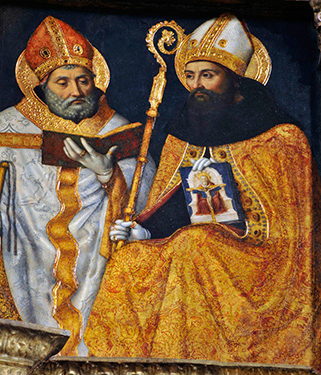
Saint Ambroise et saint Augustin
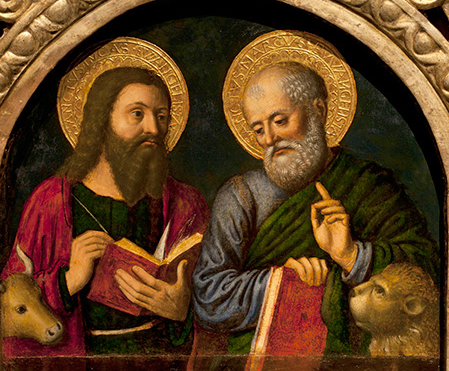
Saint Luc et saint Marc

#### Taggia

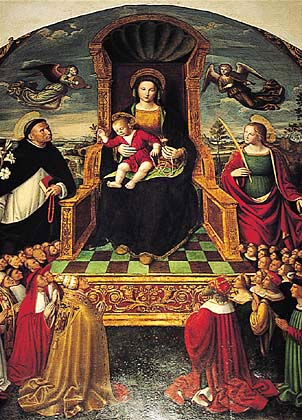
Notre-Dame du rosaire, couvent des Dominicains.

Dans le couvent de Saint-Dominique à Taggia, se trouvent les œuvres suivantes : 
- Notre-Dame du Rosaire, tempera sur bois

Ce retable est à panneau unique sans bandes latérales ni prédelle. La Vierge Marie est représentée au centre, assise sur un trône à baldaquin surélevé et réalisé avec soin. La Vierge tient dans sa main gauche un œillet et un rosaire, et de la main droite retient l'Enfant Jésus qui se penche pour bénir. L'Enfant tient également de la main gauche le rosaire de sa mère. 
À gauche saint Dominique tient une tige de lys dans la main droite, et dans la main gauche un livre et un rosaire rouge. À gauche sainte Catherine, vêtue d'un grand manteau rouge bordé de jaune recouvrant une robe verte, tient une palme et un chapelet. Les nimbes de ces deux saints sont transparents et vus en perspective.
De part et d'autre du trône sont représentés des suppliants agenouillés, avec à gauche des clercs et à droite des laïcs. Dans le ciel volent deux anges musiciens jouant l'un du violon et l'autre du luth. Le fond du tableau représente un paysage plat avec un château, des arbres surmontés d'un ciel bleu avec quelques nuages.
- Le Baptême du Christ (1495), peinture sur bois, 316 × 235 cm

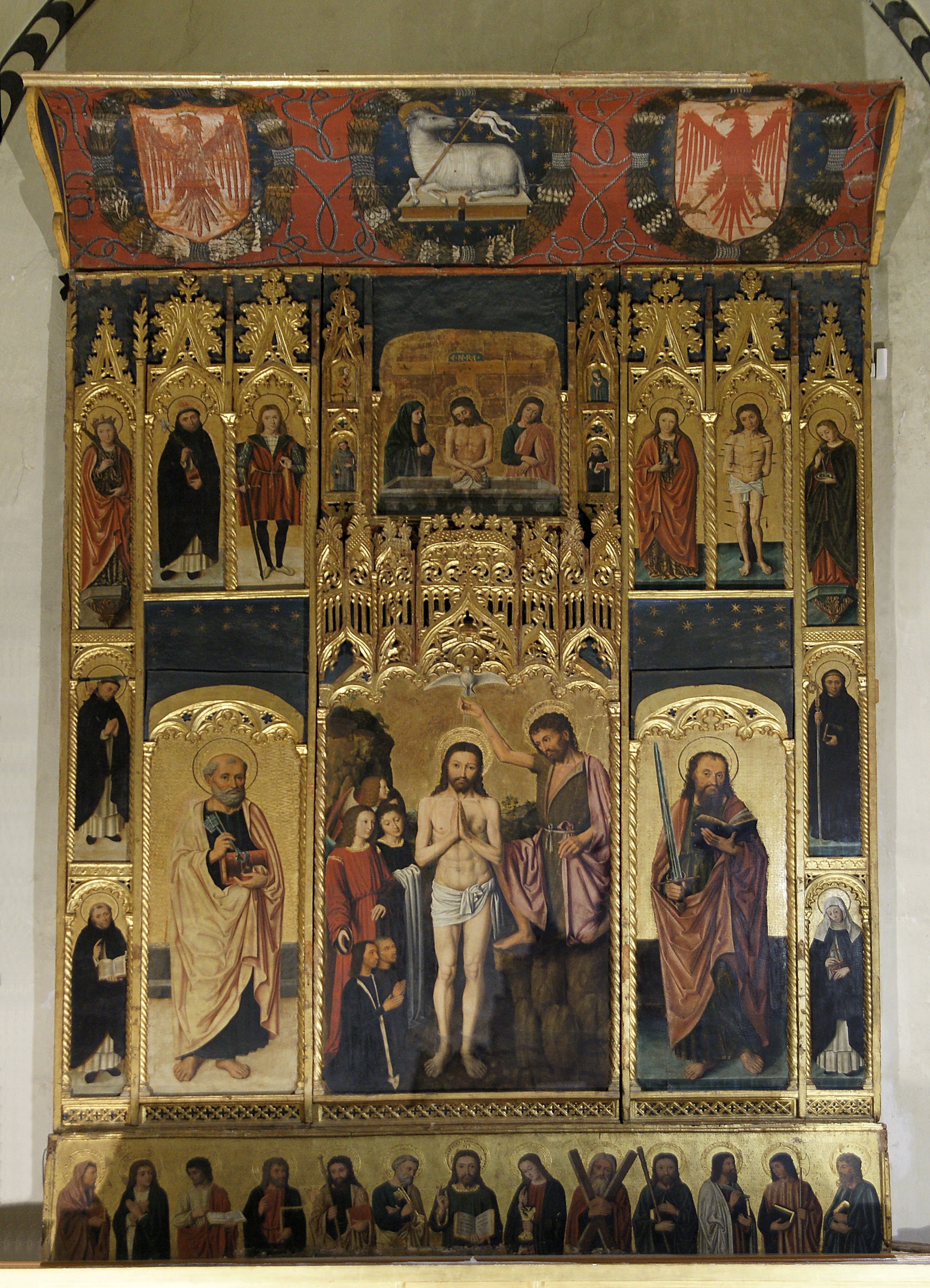
Retable du baptême du Christ.

Ce retable comporte dix-huit compartiments. Sur le panneau central est figuré le baptême du Christ. La scène se passe au bord d'un fleuve où saint Jean-Baptiste en manteau rose est agenouillé sur un monticule. Il verse l'eau lustrale sur la tête de Jésus. À gauche de ce dernier, la scène est observée par trois anges au-dessous desquels sont représentés en taille beaucoup plus petite que nature les deux donateurs Benedetto et Lazaro Curli. Le Saint-Esprit est représenté par une colombe qui plane au-dessus de Jésus.
Le panneau latéral droit représente saint Paul en manteau rouge tenant un livre de la main gauche et une épée de la droite. Le panneau de gauche représente saint Pierre tenant un livre et deux clés.
Au-dessus de la scène du baptême, Ludovico Brea a représenté un Christ de pitié, debout dans son sarcophage et entouré par la Vierge en manteau bleu et saint Joseph en cape rouge. De part et d'autre de cette scène, deux autres très petits panneaux représentent à gauche saint François d'Assise et l'ange de l'Annonciation, et à droite saint Dominique et la Vierge .
À droite, au-dessus de Paul, deux panneaux représentent sainte Madeleine en manteau rouge et saint Sébastien le corps criblé de flèches. À gauche, au-dessus de Pierre, deux panneaux représentent saint Pons s'appuyant sur une épée et saint Dominique tenant un livre et un lys.
Cette œuvre est capitale par sa qualité et par sa situation dans la carrière du peintre : en 1495 cela fait vingt ans que le maître est connu et son art apprécié. 
- Polyptyque de sainte Catherine de Sienne (1488), 250 × 200 cm.

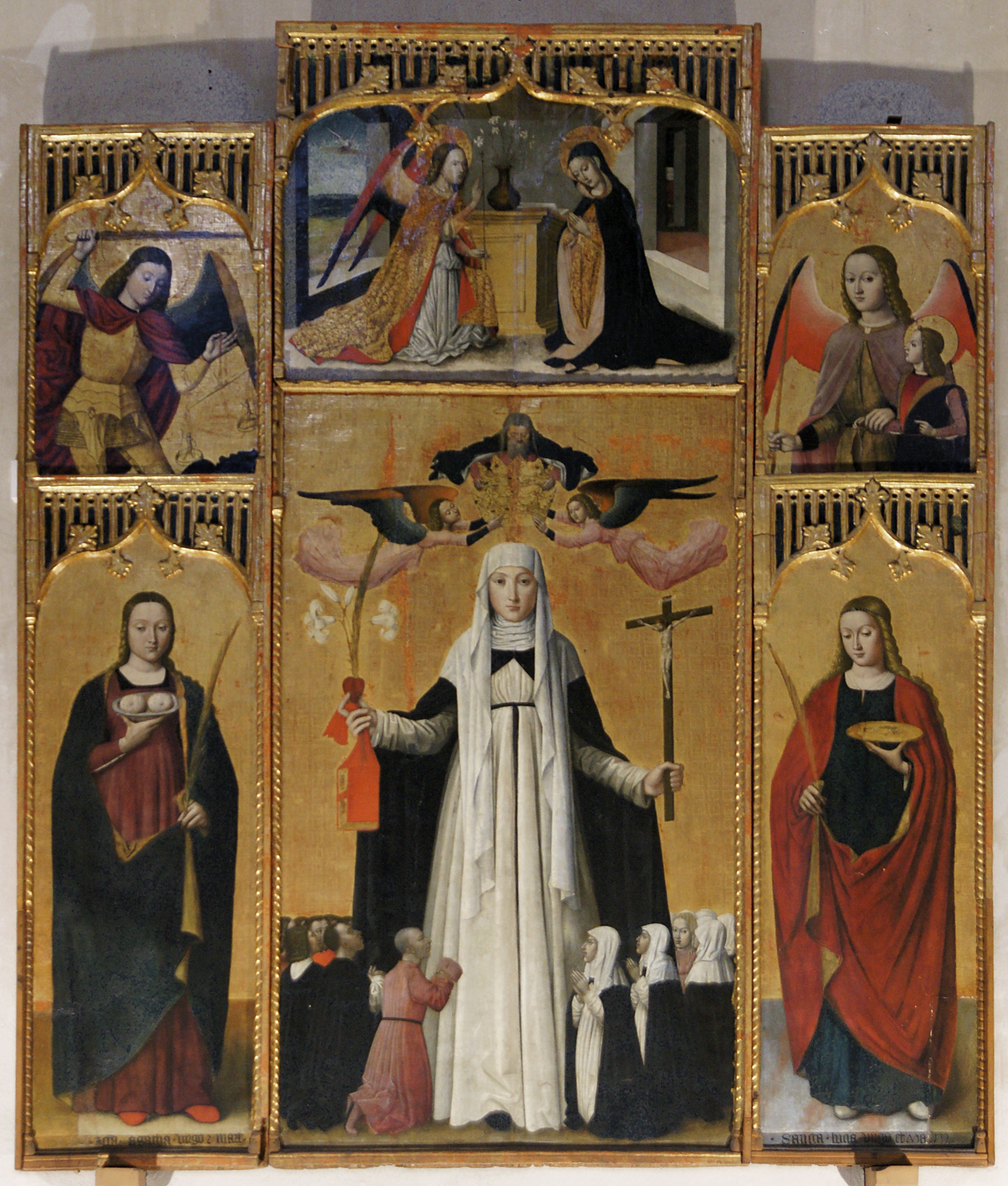
Retable de sainte Catherine de Sienne.

Ce retable est composé de trois panneaux sur deux registres. Sur le panneau central en bas, sainte Catherine de Sienne tient un crucifix dans la main gauche et dans la droite un cœur d'où sort un lys. Elle est en habits noirs et blancs avec à ses pieds : à droite des sœurs de l'ordre des dominicaines et à gauche des dominicains à genoux précédés d'un homme en habit rouge. Au-dessus de sa tête recouverte d'un voile blanc, Dieu le père, en robe rouge et manteau bleu, s'apprête à déposer sur la tête de la sainte une double couronne d'or. 
À droite sainte Lucie en manteau écarlate et robe vert foncé, tient dans la main droite la palme des martyres et dans la gauche un plateau d'or avec ses yeux. À gauche sainte Agathe en manteau vert et robe rouge, une palme dans la main gauche et dans la droite un plateau avec ses seins.
Sur le second registre, au centre et au-dessus de sainte Catherine, une scène de l'Annonciation avec la Vierge en robe rouge  couverte d'un manteau bleu et l'archange Gabriel en cape de brocart doré à doublure rouge. À droite, l'archange Raphaël conduit le jeune Tobie. À gauche l'archange Michel en armure dorée et cape vermillon combat un démon tout en tenant une balance dans la main droite. 
- Notre-Dame de la miséricorde, retable à neuf panneaux et à deux registres.

le panneau central représente une Vierge de miséricorde en robe de brocart rouge et abritant à ses pieds, sous son manteau bleu à doublure verte, le monde laïc à droite et le monde ecclésiastique à gauche. Elle protège l'humanité de la colère divine symbolisée par un Christ placé au sommet et tenant dans ses mains trois flèches figurant les trois péchés capitaux : orgueil, avarice et luxure. De part et d'autre de la composition sont figurés des anges musiciens.
Les panneaux latéraux représentent :
- à droite, saint Jacques le Majeur tenant un livre et un bâton de pèlerin, puis saint Pierre de Vérone en habit de dominicain avec un couteau planté dans le dos. Au-dessus de ces deux tableaux on trouve respectivement : sainte Catherine de Sienne et saint Vincent Ferrier avec un livre ouvert ;
- à gauche saint Jean en robe bleue et manteau rouge, tenant un calice, puis saint Dominique en habit noir et blanc. Au-dessus on trouve respectivement : saint Thomas d'Aquin et le bienheureux Osanna de Mantoue.

Les saints des registres inférieurs sont vus en entier sur fond d'or, tandis que ceux des registres supérieurs sont figurés en buste sur fond vert foncé.  
- Crucifixion avec saint Thomas d'Aquin (1495), fresque.

À côté du Christ en croix se trouvent sa mère la Vierge en robe rouge et manteau bleu ainsi que saint Jean retenant son manteau rouge de la main droite. En bas, saint Thomas d'Aquin se prosterne au pied de la croix près de laquelle un long cours d'eau serpente à travers des montagnes.

### À Monaco

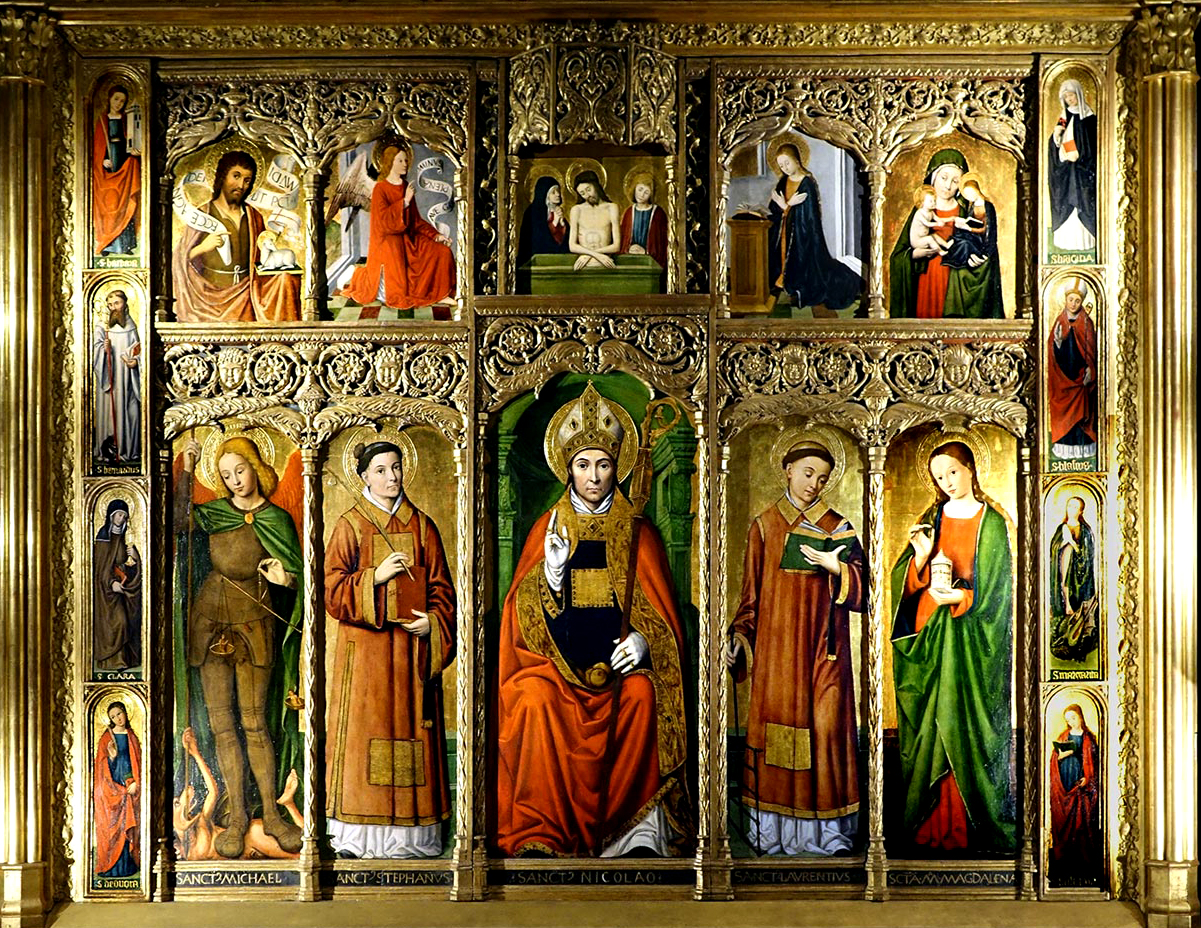
Retable de saint Nicolas à Monaco

- cathédrale de  Monaco : Retable de Saint Nicolas, évêque de Myre, (1500), 202 × 260 cm.

Sur le panneau central du premier registre est représenté saint Nicolas, patron des marins de Monaco, assis sur un trône et tenant de la main gauche une crosse. il est vêtu d'une chape rouge et coiffé d'une mitre richement décorée de pierreries. À droite saint Laurent en soutane rouge s'appuie sur un gril et lit un livre et Marie Madeleine en robe rouge et manteau vert tient un vase de parfum. À gauche saint Étienne est figuré tenant un livre et une palme, avec une pierre au sommet du crâne pour rappeler sa lapidation. À l'extrême gauche saint Michel en armure terrasse un diable à corps humain. Ses ailes rouges d'archange apparaissent derrière sa cape. Il tient une balance sur les plateau de laquelle sont assis deux petits personnages.
Au second registre, au-dessus de saint Nicolas, est représenté un Christ de pitié. Jésus émerge de son sarcophage auprès duquel se trouvent à gauche la Vierge Marie en manteau bleu et les mains jointes, et à droite saint Jean en robe blanche et manteau rouge. De part et d'autre de cette composition sont figurés à droite La Vierge et à gauche l'archange Gabriel. Les personnages de ces deux tableaux se font face. Le décor est par ailleurs identique : même sol à carreaux, mêmes murs... ce qui laisse penser que, bien que séparés par la piéta, La Vierge et Gabriel sont dans la même pièce. À l'extrême droite est représentée sainte Anne tenant la Vierge et l'Enfant Jésus et à l'extrême gauche saint Jean-Baptiste présente l'agneau divin.
Les bandes latérales exposent chacune quatre saints superposés :
à gauche et de bas en haut : sainte Dévote, sainte Claire, Bernard de Menthon et sainte Barbe.
à droite également de bas en haut : sainte Cécile, Marguerite d'Antioche qui jaillit d'un dragon, saint Blaise en habits épiscopaux et sainte Brigitte.
Tous les saints des bandes latérales n'ont pas été représentés accompagnés des objets que la foi populaire leur avait attribué, ce qui a obligé l'artiste à inscrire leur nom aux pieds de chacun pour les identifier.

## Œuvres attribuées

### Aux États-Unis
- New Haven, Yale University Art Gallery :
  - Jésus parmi les docteurs, 33,3 × 50,2 cm[24]

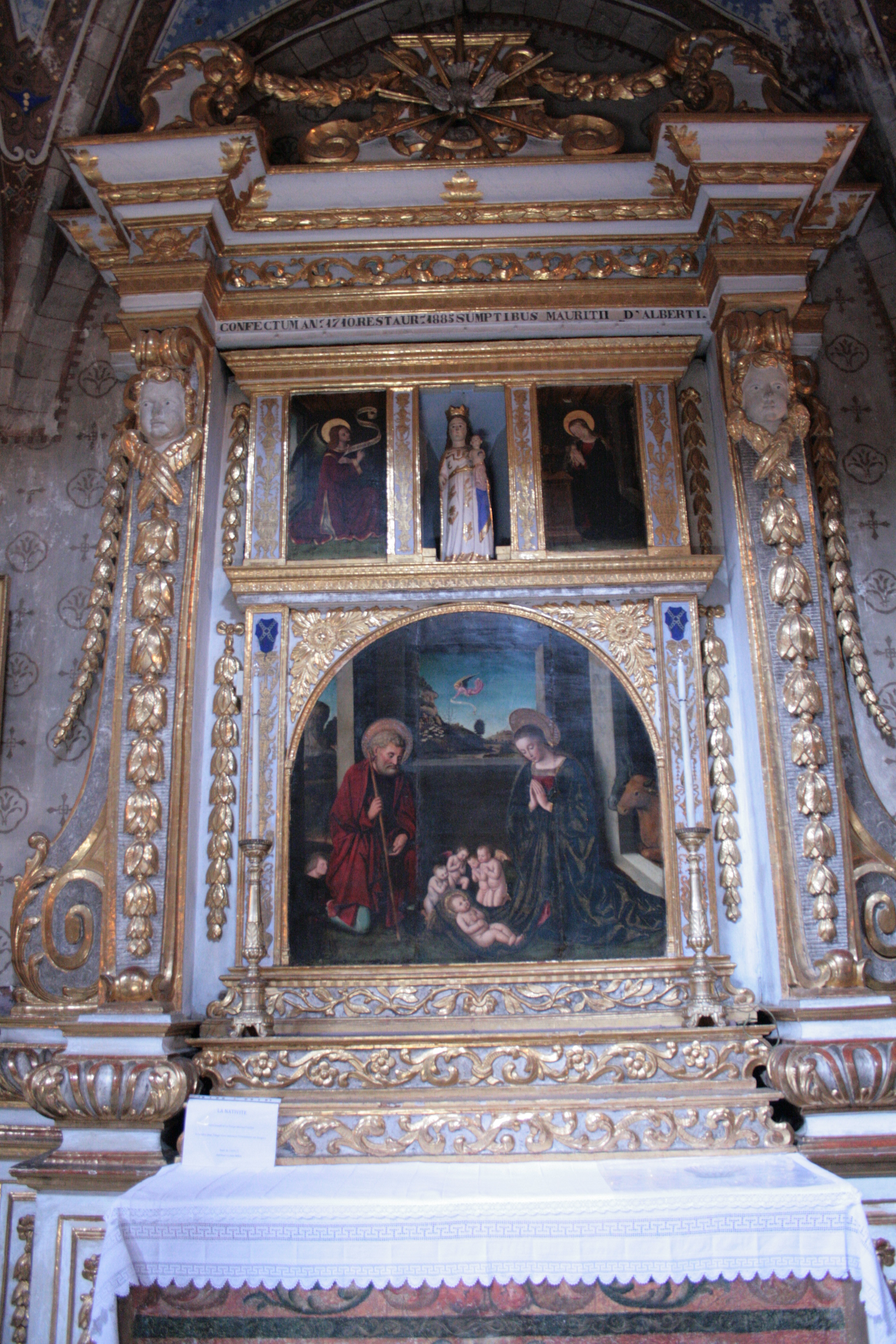
Louis Brea, L'Adoration de l'enfant, La Brigue.

  - La visitation, 25,7 × 42,5 cm[25]

### En France
- Antibes, cathédrale Notre-Dame-de-la-Platea d'Antibes : Notre-Dame du Rosaire (1515), 253 × 221 cm[26]
- Avignon, musée du Petit Palais :
  - Présentation au temple, peinture à l'huile sur bois de peuplier, 162 × 70 cm[27]
  - L'Assomption, 163 × 72 cm[28]
- Le Bar-sur-Loup (Alpes-Maritimes), église Saint-Jacques-le-Majeur, Le Bar-sur-Loup (Alpes-Maritimes) : Saint Jacques-le-Majeur (vers 1502), 400 × 350 cm[29]
- Biot (Alpes-Maritimes), église Sainte-Marie-Madeleine,  : Retable du Rosaire (vers 1510)
- La Brigue (Alpes-Maritimes], collégiale Saint-Martin : Assomption de la Vierge (c.1500), panneau de retable Adoration de l'Enfant
- Lieuche (Alpes-Maritimes), église Notre-Dame-de-la-Nativité : Retable de l'Annonciation (1499)[30]
- Lucéram (Alpes-Maritimes), église Sainte-Marguerite,  : Retable de Sainte-Marguerite d'Antioche (1498)[31]
- Nice
  - église Saint-Martin et Saint-Augustin : Pietà (vers 1506)
  - chapelle de la Miséricorde dite aussi des Pénitents noirs : Vierge de Miséricorde (vers 1515)
- Paris, musée du Louvre : La Pietà (1485 1495), 48 × 34 cm[32]
- Six-Fours-les-Plages (Var), collégiale Saint-Pierre-aux-Liens : Vierge en majesté (1520-1523), ce retable est presque identique à celui des Arcs-sur-Argens à l'exception de la couleur du manteau de la Vierge.

### En Italie
- Gênes
  - Palazzo Bianco : La Crucifixion (1481)
  - église Santa Maria di Castello, musée de l'église : Retable d'Ognissanti (1512)
- Galerie nationale du palais Spinola : Ascension (1483) .
- Savillan, musée civique : La Crucifixion

- Taggia, couvent de Saint Dominique : Madone de la Miséricorde (1483-1484), Polyptyque de Sainte Catherine (1488) et Baptême du Christ (1495)
- Savone, oratoire de Nostra Signora di Castello : Retable de la cathédrale Sainte Marie de Savone (1490), en collaboration avec Vincenzo Foppa
- Dolceacqua, église de Saint Antoine abbé : Sainte Dévote de Dolceacqua (vers 1500)
- Savone, musée d'art du Palais Gavotti : Christ en croix entre la Vierge et Saint Jean (1500-1510)
- Montalto Ligure, église de Saint jean Baptiste à Montalto Carpasio : Polyptyque de Saint Georges (1516)

### À Monaco
- cathédrale de  Monaco : Polyptyque de Saint Nicolas (1500) et Pietà du curé Teste, (1505), 157 × 150 cm

### En Suède
- Göteborg, Konstmuseum (musée des beaux-arts) : Vierge à l'enfant Jésus (1494), 164 × 76 cm[33].